# Wróblin (Opole)
Wróblin (deutsch Frauendorf) ist ein Stadtteil der kreisfreien Stadt Oppeln (Opole) in der Woiwodschaft Oppeln. 

## Geographie

### Geographische Lage
Das Straßendorf Wróblin liegt etwa vier Kilometer nördlich der Innenstadt von Oppeln auf der rechten Uferseite der Oder. 
Wróblin liegt in der Nizina Śląska (Schlesischen Tiefebene) innerhalb der Pradolina Wrocławska (Breslauer Urstromtal). Östlich der Ortschaft verläuft die Bahnstrecke Opole–Jelcz-Laskowice. Weiterhin verlaufen durch die Ortschaft die Landesstraße Droga krajowa 46 sowie die Droga wojewódzka 454. Westlich des Dorfes verläuft die 2018 eröffnete Umgehungsstraße Obwodnica Czarnowąsów.

### Nachbargemeinden
Wróblin grenzt im Norden an Czarnowanz (poln. Czarnowąsy), östlich Krzanowitz (Krzanowice) sowie südlich Zakrzów (Sakrau).

## Geschichte
Der Ort wurde 1223 erstmals urkundlich als „Wroblino“ erwähnt. 1319 wurde der Ort als „Wrovindorf“ erwähnt. 1531 wird der Ort als Frauendorff erwähnt.
Nach dem Ersten Schlesischen Krieg 1742 fiel Frauendorf mit dem größten Teil Schlesiens an Preußen.
Nach der Neuorganisation der Provinz Schlesien gehörte die Landgemeinde Frauendorf ab 1816 zum Landkreis Oppeln im Regierungsbezirk Oppeln. 1845 bestanden im Dorf ein Schifferei, eine Schmiede und 52 Häuser. Im gleichen Jahr lebten in Frauendorf 335 Menschen, davon sechs jüdisch. 1855 lebten 331 Menschen im Ort. 1865 zählte das Dorf 18 Bauern, 8 Gärtner, 13 Ackerhäusler und 20 Einlieger. Die Einwohner waren nach Czarnowanz eingeschult. 1874 wurde der Amtsbezirk Czarnowanz gegründet, welcher aus den Landgemeinden Borrek, Czarnowanz, Frauendorf und Krzanowitz und den Gutsbezirken Czarnowanz Domäne und Krzanowitz Domäne bestand. 1885 zählte Frauendorf 498 Einwohner.
Bei der Volksabstimmung am 20. März 1921 stimmten 339 Wahlberechtigte für einen Verbleib bei Deutschland und 141 für Polen. Frauendorf verblieb beim Deutschen Reich. 1933 lebten im Ort 1352 Einwohner. Am 1. April 1937 wurde die Landgemeinde Erlengrund nach Frauendorf eingemeindet. 1939 hatte der Ort 1444 Einwohner. Bis 1945 befand sich der Ort im Landkreis Oppeln.
1945 kam der bisher deutsche Ort unter polnische Verwaltung, wurde in Wróblin umbenannt und der Woiwodschaft Schlesien angeschlossen. 1950 kam der Ort zur Woiwodschaft Oppeln. 1975 wurde der Ort in die Stadt Oppeln eingemeindet.

## Sehenswürdigkeiten
- Dreistöckige Glockenkapelle
- Wegekreuz an der ul. Gawedy

## Vereine
- Deutscher Freundschaftskreis